# Руандійська кухня

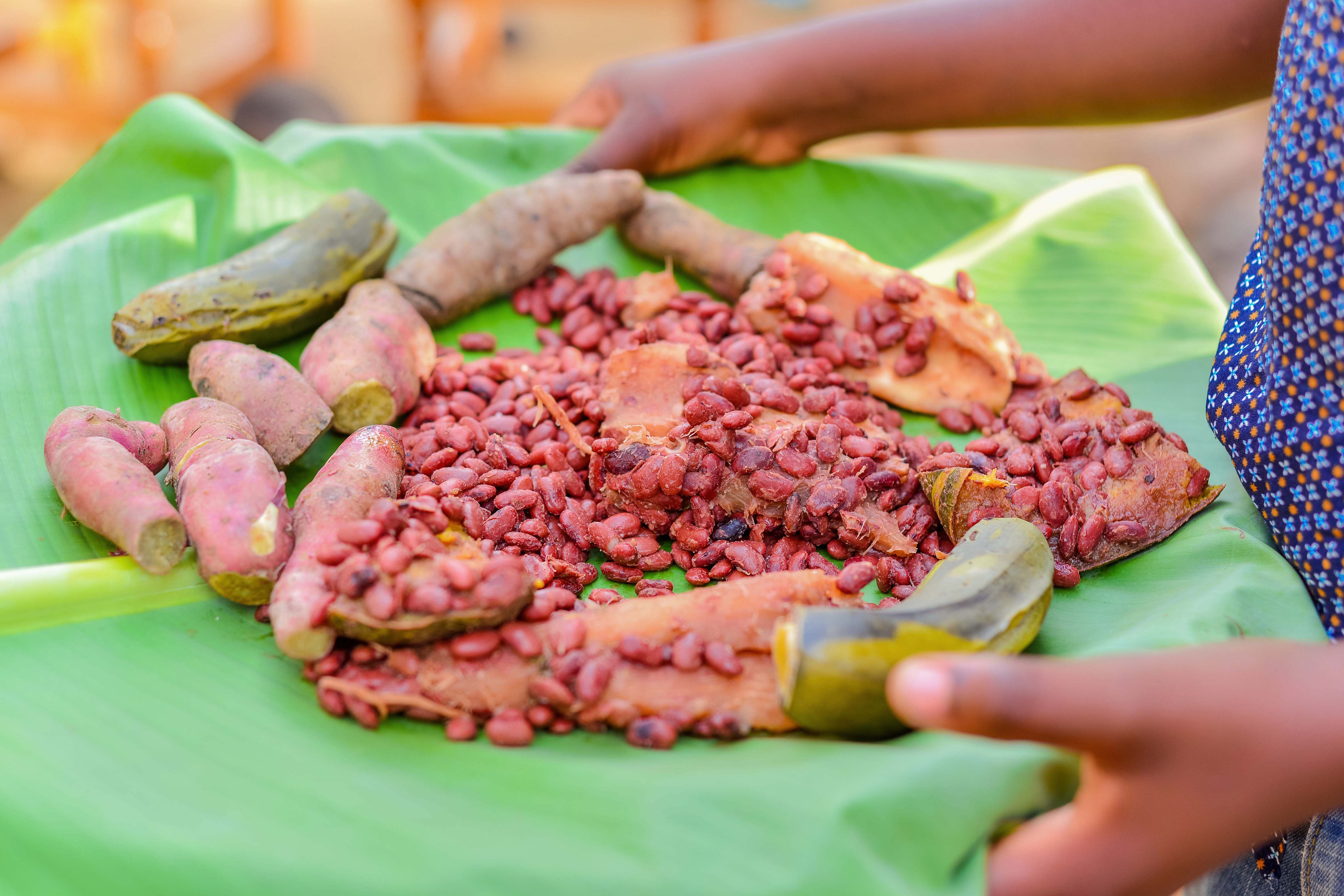
Типова їжа Руанди

Кухня Руанди — традиційна кухня народів Руанди. Національна кухня Руанди майже не потрапила під вплив ззовні та більшість страв місцеві.

## Передісторія
Основні страви Руанди включають банани, бобові, солодку картоплю, квасолю і маніок. Історично в раціоні тви і хуту було багато овочів і не вистачало тваринного білка через невелику кількість споживаних продуктів тваринного походження. Тутсі традиційно були скотарями і споживали більшу кількість молока та молочних продуктів. Більшість мешканців Руанди залежить від фермерства.
У наші дні всі руандійці їдять м'ясо. Для тих, хто живе поряд з озерами і має доступ до риби, популярна тілапія. Картопля, яка, як вважається, була завезена в Руанду німецькими та бельгійськими колоністами, зараз дуже популярна і вирощується в містах Муханга Гітарама і Бутаре.

## Національні страви

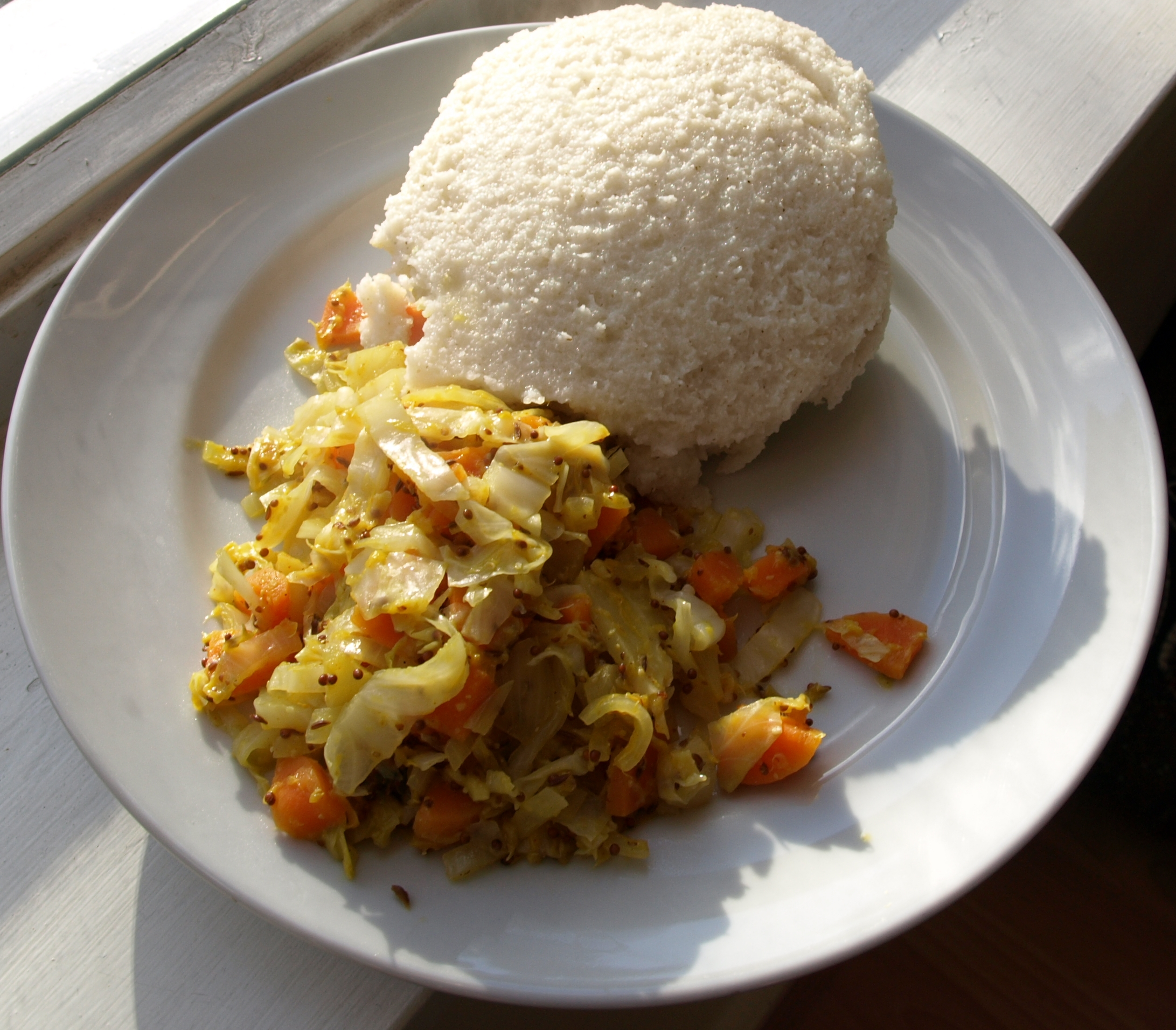
Тарілка з угалі і капустою

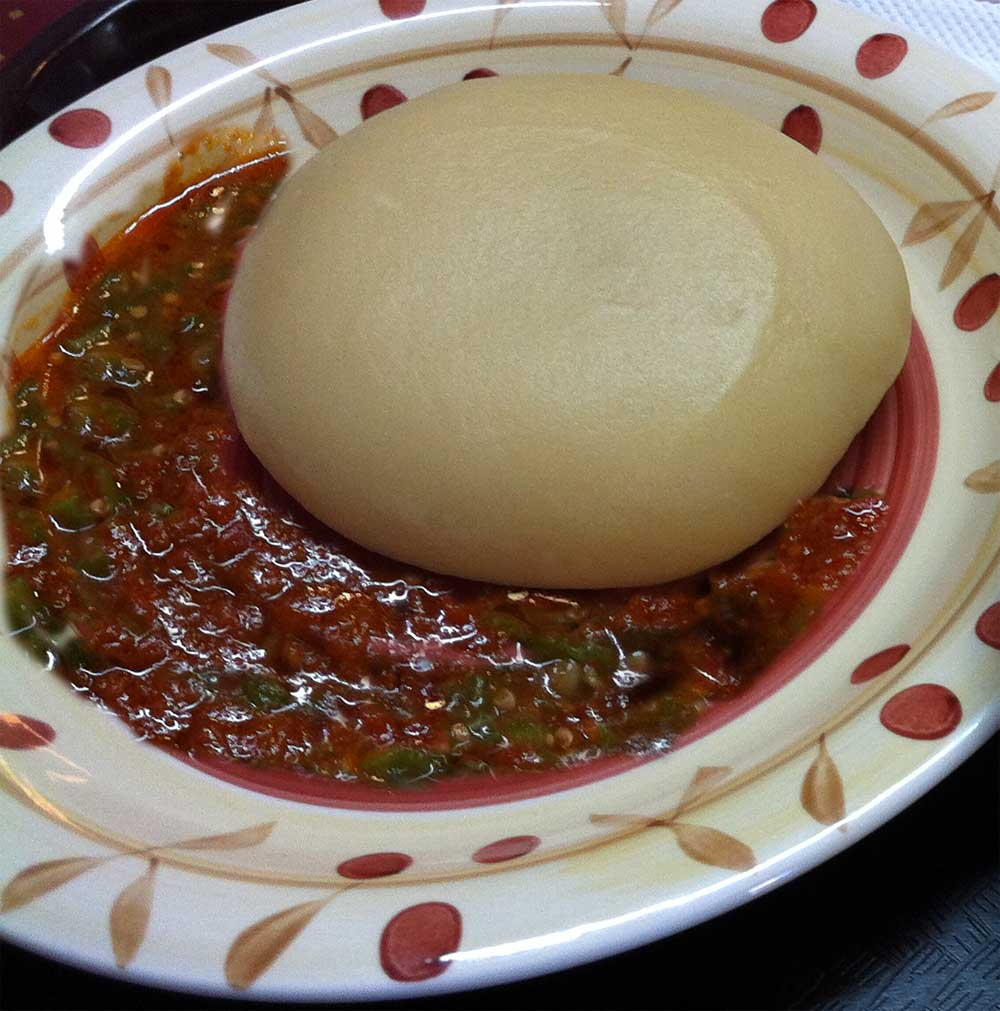
Угалі з тушкованим м'ясом

Різні страви еволюціонували із асортименту основних продуктів харчування.

### Перші страви
Угалі — це паста з кукурудзи та води, що утворює консистенцію каші, яку їдять по всій Східній Африці..
Ізомбе — зроблений з пюре, листя маніоки і подається із сушеною рибою.
Матоке — страва, приготовлена із запечених або приготовлених на пару бананів.
Ібіхаза — готується з гарбуза, нарізаного шматочками, змішаного з квасолею і відвареного без очищення.

### Салати
Качумбарі - салат з помідорів з цибулею та перцем чилі.

## Напої
Молоко - поширений напій серед руандійців. 
Ігікома, також відома як каша, є звичайним напоєм на сніданок, який вживають спортсмени та матері-годувальниці. 
Інші популярні напої в Руанді включають фруктові соки, вино, пиво та газовані напої. Комерційні сорти пива, які п'ють у Руанді, включають Primus, Mützig та Amstel.
Іківугуто - ферментований йогурт, є традиційним напоєм по всій країні.

### Алкоголь
Пиво використовується у традиційних ритуалах та церемоніях і, як правило, вживається лише чоловіками.
Урвагва, або бананове пиво — пиво, приготовлене зі зброженого соку бананів, змішаного з обсмаженим борошном із сорго.
Ікігаге — алкогольний напій, приготований із сухого сорго, який, як вважається, має лікувальні властивості.
Убукі - готується з ферментованого меду з 12-відсотковим вмістом алкоголю.

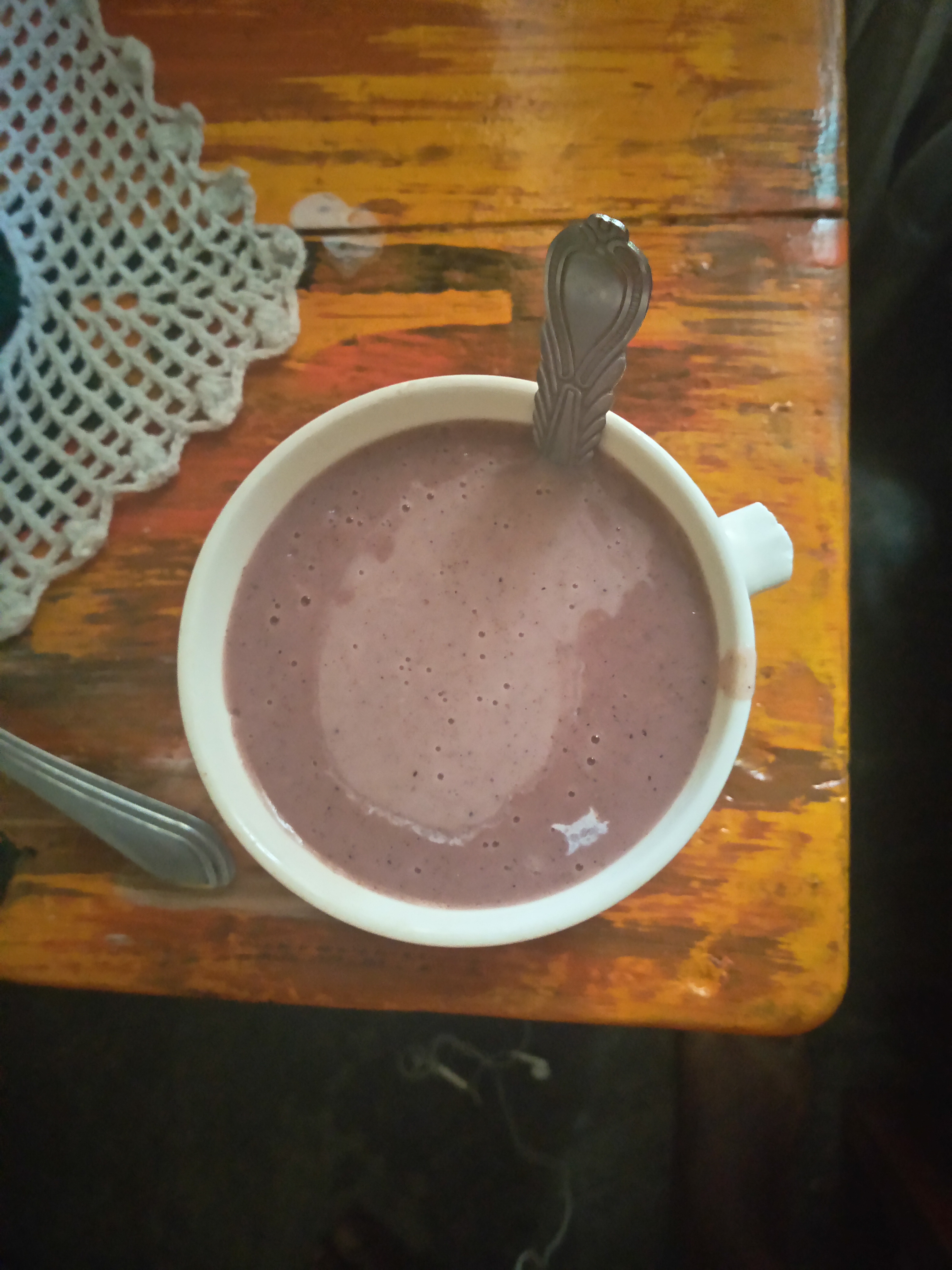
Ігікома